# Dolophilodes
Dolophilodes is een geslacht van schietmotten van de familie Philopotamidae.

## Soorten
- D. adnamat H Malicky & P Chantaramongkol, 1993
- D. aequalis (Banks, 1924)
- D. affinis IM Levanidova & TI Arefina, 1996
- D. andora DG Denning, 1989
- D. angustata N Kuhara, 2005
- D. auriculata AV Martynov, 1933
- D. aurita DE Kimmins, 1955
- D. babai (M Kobayashi, 1980)
- D. bellatula CH Sun & H Malicky, 2002
- D. bicolor DE Kimmins, 1955
- D. bidens DE Kimmins, 1955
- D. bilobata F Schmid, 1965
- D. bullu H Malicky & P Chantaramongkol, 1993
- D. burmana DE Kimmins, 1955
- D. caligula CH Sun & H Malicky, 2002
- D. cercata L Navas, 1936
- D. columbia DG Denning, 1989
- D. commata (M Kobayashi, 1980)
- D. dharmamittra F Schmid, 1960
- D. dharmaraksa F Schmid, 1960
- D. didactylos C Sun & L Yang, 2001
- D. dilatata N Kuhara, 2005
- D. distincta (Walker, 1852)
- D. dorca (HH Ross, 1938)
- D. elongata DE Kimmins, 1955
- D. erysichthon CH Sun & H Malicky, 2002
- D. eryx CH Sun & H Malicky, 2002
- D. flaviventris DE Kimmins, 1955
- D. henanensis C Sun, 1997
- D. huangi L Tian & C Sun, 1993
- D. indica AV Martynov, 1935
- D. iroensis (M Kobayashi, 1980)
- D. japonica (Banks, 1906)

- D. lagarha H Malicky, 1995
- D. madhyamika F Schmid, 1960
- D. mroczkowskii L Botosaneanu, 1970
- D. nomugiensis (M Kobayashi, 1980)
- D. novusamericana (S Ling, 1938)
- D. orientalis AV Martynov, 1934
- D. ornata Ulmer, 1909
- D. ornatula DE Kimmins, 1955
- D. ovalis CH Sun & H Malicky, 2002
- D. pallidipes Banks, 1936
- D. retrocurvata CH Sun & H Malicky, 2002
- D. secedens Yang, Sun & Yang, 2001
- D. securis LP Hsu & CS Chen, 1996
- D. semicircularis CH Sun & H Malicky, 2002
- D. setosa CH Sun & H Malicky, 2002
- D. shinboensis (M Kobayashi, 1980)
- D. shurabica ID Sukatsheva, 2004
- D. tibetana DE Kimmins, 1955
- D. torrentis DE Kimmins, 1955
- D. truncata DE Kimmins, 1955
- D. utto H Malicky, 1993